# 北中通村
北中通村（きたなかどおりむら）は、大阪府南部、泉南郡に属していた村。現在の泉佐野市中心部の北東に隣接する地域にあたる。

## 地理
- 池：四角池、才賀池、道ノ池、中ノ池、吉場池、中山池、原池、篭池、三念寺池
- 河川：佐野川

## 歴史
- 1889年（明治22年）4月1日 - 町村制の施行により、日根郡鶴原村、下瓦屋村、上瓦屋村、中庄村が合併して日根郡北中通村が発足。
- 1896年（明治29年）4月1日 - 郡の統廃合により、所属郡が泉南郡に変更。
- 1937年（昭和12年）4月1日 - 泉南郡佐野町と合併。同日北中通村廃止。

## 交通

### 鉄道路線
- 南海鉄道（現・南海電気鉄道）
  - 南海本線
    - 鶴原駅
- 阪和電気鉄道
  - 本線（現・西日本旅客鉄道阪和線）
    - 熊取駅（敷地の一部のみ）

現在は上記の他に南海本線井原里駅、阪和線東佐野駅が所在するが、当時は未開業。

### 道路
- 孝子越街道
- 紀州街道
- 熊野街道 - 村名の由来となった「中通」は熊野街道を指す。道ノ池の北西畔で紀州街道が熊野街道に合流し、以南は重複する。
- 粉河街道